# Udayana Warmadewa
Udayana, Udayana Magno o Udayana Warmadewa, también Dharmmododayana Warmadewa, fue rey de la isla de Bali en el siglo X. 
Pertenece a la dinastía Warmadewa, la dinastía más antigua de Bali. Se casó con la princesa javanesa Mahendradatta, también conocida como Gunapriyadharmapatni ("cónyuge de la virtud"), nieta de Sindok, un poderoso rey javanés. Su hijo fue el famoso Airlangga, que reemplazaría al derrocado emperador de Java Dharmawangsa para gobernar, tanto en Java como en su Bali natal.

## Historia
Bajo su gobierno, unió Bali con la cercana isla de Nusa Tenggara y extendió su influencia a Java Oriental por su matrimonio. Bali conoció gran prosperidad al establecer estrategias de mercado y relaciones comerciales consistentes, así como una rica diversidad agrícola, lo que llevó a cosechas abundantes. También introdujo prácticas contables innovadoras y, como moneda local, monedas impresas en placas de oro y plata.
Está representado en una estatua con su posterior esposa, que se encuentra en el pura Tegeh Koripan, en el borde del lago Batur, el santuario de montaña más alto de Bali.

## Legado
Udayana es conocido como una de las primeras figuras históricas de la antigua Bali. Su identificación como el padre del famoso Airlangga, el héroe-rey de Java, además de los logros conseguidos durante su reinado, lo han llevado a ser la figura prominente en la historia de Bali a la par con la antigua Java. Como resultado, su nombre se asocia con la grandeza pasada de Bali y su Edad de Oro. En 1962, se estableció, en su honor, la Universidad Udayana (indonesio: Universitas Udayana), una universidad pública en Denpasar, Bali. Además, el ejército de Indonesia nombró a su Comando Militar Regional (Kodam) con sede en Bali, Kodam IX/Udayana.